# Триумфы человека по имени Лошадь
«Триумфы человека по имени Лошадь» (англ. The Triumphs of a Man Called Horse; другой вариант перевода — «Триумфы человека по имени Конь») — американо-испано-канадский вестерн 1983 года режиссёра Джона Хафа с Ричардом Харрисом, Майклом Беком и Аной Де Саде в главных ролях. Продолжение фильмов «Человек по имени Лошадь» (1970) и «Возвращение человека по имени Лошадь» (1976), завершающее трилогию о Джоне Моргане, 8-м графе Килдэрском, ставшем во главе племени сиу.

## Сюжет
1860-е годы. Эпоха «золотой лихорадки». В Южную Дакоту, священную для сиу землю, направляются золотоискатели. Согласно заключённому договору между сиу и правительством, земля является частной собственностью племени сиу, выступающих против любой деятельности старателей. На сиу неоднократно нападают поселенцы. Джон Морган просит соплеменников не отвечать на агрессию бандитов. Он требует от войск, охраняющих золотоискателей, правосудие, ему обещают содействие.
В это время после нескольких лет отсутствия возвращается домой сын Моргана Кода, спасающий во время нападения бандитов молодую девушку. Ею оказывается Красное Крыло из враждебного сиу племени кроу. Старатели пытаются выставить эту стычку, в результате которой погибли как кроу, работающие на правительство, так и напавшие, за действия сиу. Моргана, сумевшего убедить военных в непричастности сиу к этому преступлению, вскоре убивают. Кода успевает встретиться с умирающим отцом. Завещая сыну сохранить мир, Лошадь умирает. Кода вместе с Красным Крылом устраивает набеги на мелкие поселения и месторождения белых людей, вынуждая их уехать. Они влюбляются друг в друга. Недовольные погромами старатели устраивают очередную провокацию, убив семью одного из поселенцев, изрешетив их тела стрелами сиу. Люди хотят отомстить, напав на индейцев, но их останавливают военные. Племя также хочет войны, но Красное Крыло просит их обойтись без убийств, ибо в противном случае на помощь военным может выйти подкрепление, и тогда сиу не выиграть. Они уничтожают город золотоискателей, после чего те уходят.
Кода попадает в плен бандитам. Их главарём оказывается местный проповедник, планировавший с помощью войны получить земли сиу. Красное Крыло освобождает Коду, они вступают в бой со священником и его людьми и выходят из него победителями. Военные, узнав новые обстоятельства дела, оправдывают сиу и, так как никого из золотоискателей не осталось, уходят. В конце Коде, исполнившему последнюю волю отца, является его дух в полном облачении вождя.

## В ролях
- Ричард Харрис — Джон Морган
- Энн Сеймур — Лосиха
- Майкл Бек — Кода
- Вон Армстронг — капитан Каммингс
- Ана Де Саде — Красное Крыло
- Бак Тэйлор — сержант Бриджес
- Лаутаро Муруа — Перкинс
- Джерри Гэтлин — Уинслоу